# Geigelstein
Der Geigelstein ist mit 1808 m ü. NHN der zweithöchste Gipfel im bayerischen Teil der Chiemgauer Alpen und als Chiemgauer Blumenberg sowie Aussichtswarte bekannt. Der Geigelstein liegt im Naturschutzgebiet NSG-00384.01.

## Lage und Umgebung
Der Geigelstein befindet sich zwischen dem Tal der Prien im Westen und der Tiroler Achen im Osten. Im Norden wird er durch die Dalsensenke von der Kampenwand getrennt. Die südliche Grenze bildet der österreichische Kaiserwinkel, in dem der Walchsee liegt. Das Gebiet des Geigelsteins steht seit 1991 unter Naturschutz. Weil damals eine Skischaukel und damit mehrere Seilbahnen auf den Berg geplant waren, kam es hauptsächlich in Schleching zur Bildung einer Bürgerinitiative, die erreichen konnte, den Berg als Naturschutzgebiet auszuweisen. Auf dem höchsten Punkt des Geigelsteins stehen ein Gipfelkreuz und eine kleine Kapelle. Der Panoramablick reicht an klaren Herbsttagen bis zu den Berchtesgadener Alpen im Osten, zum nahen Kaisergebirge und dem Großglockner im Süden, zum Karwendel im Westen und zum Chiemsee im Norden.

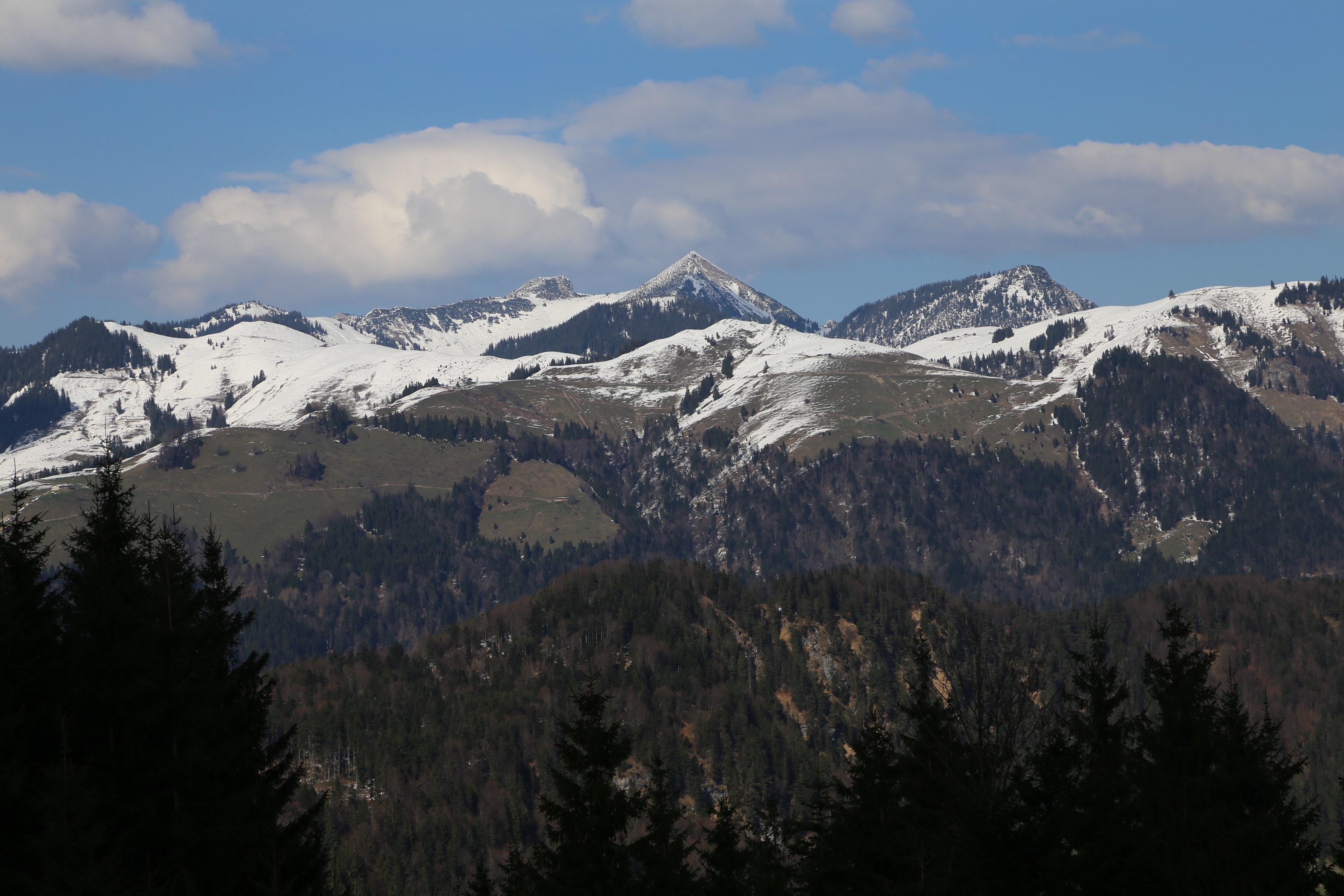
Geigelstein von Süden
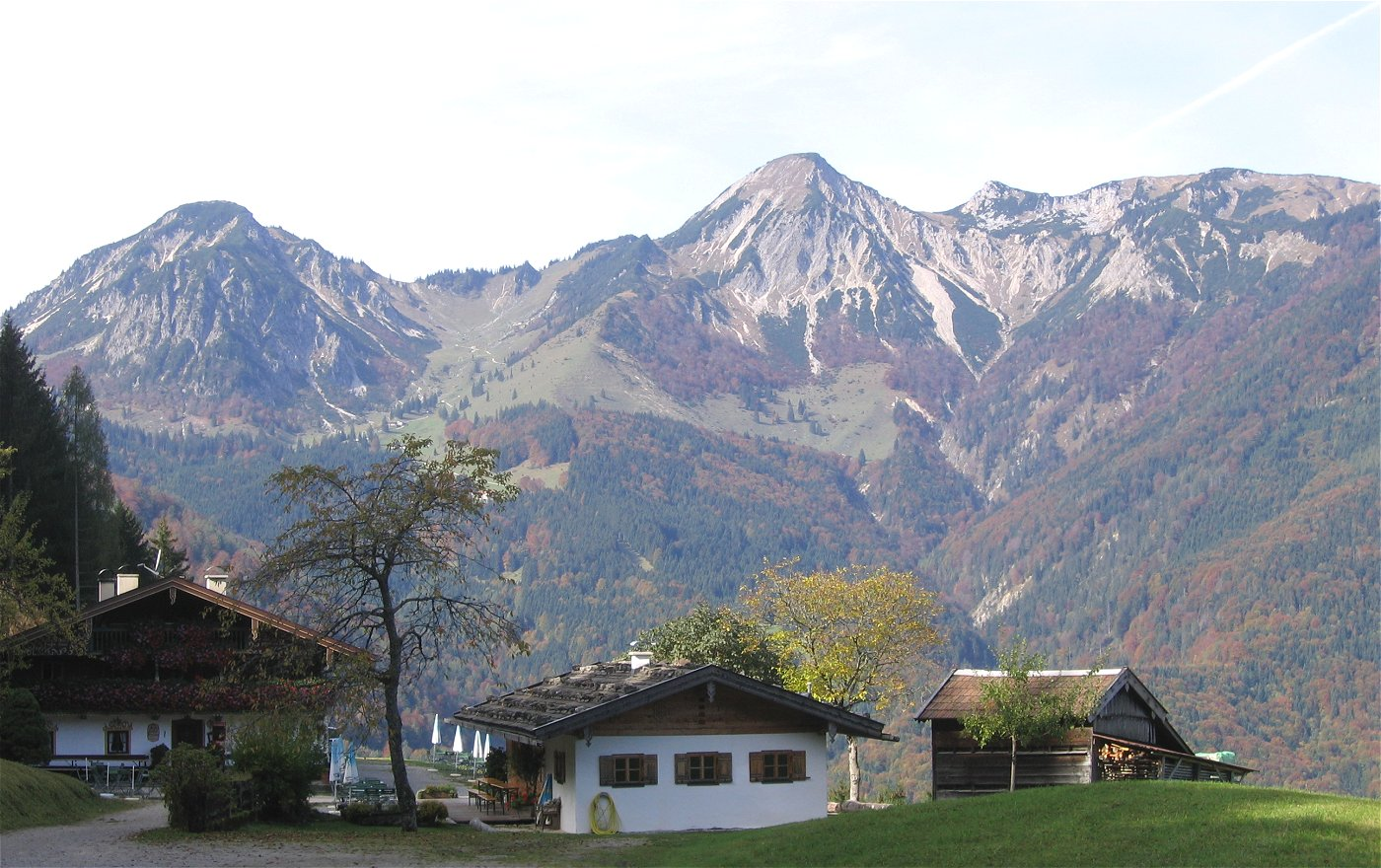
Geigelstein von Osten, links der Breitenstein

## Routen zum Gipfel

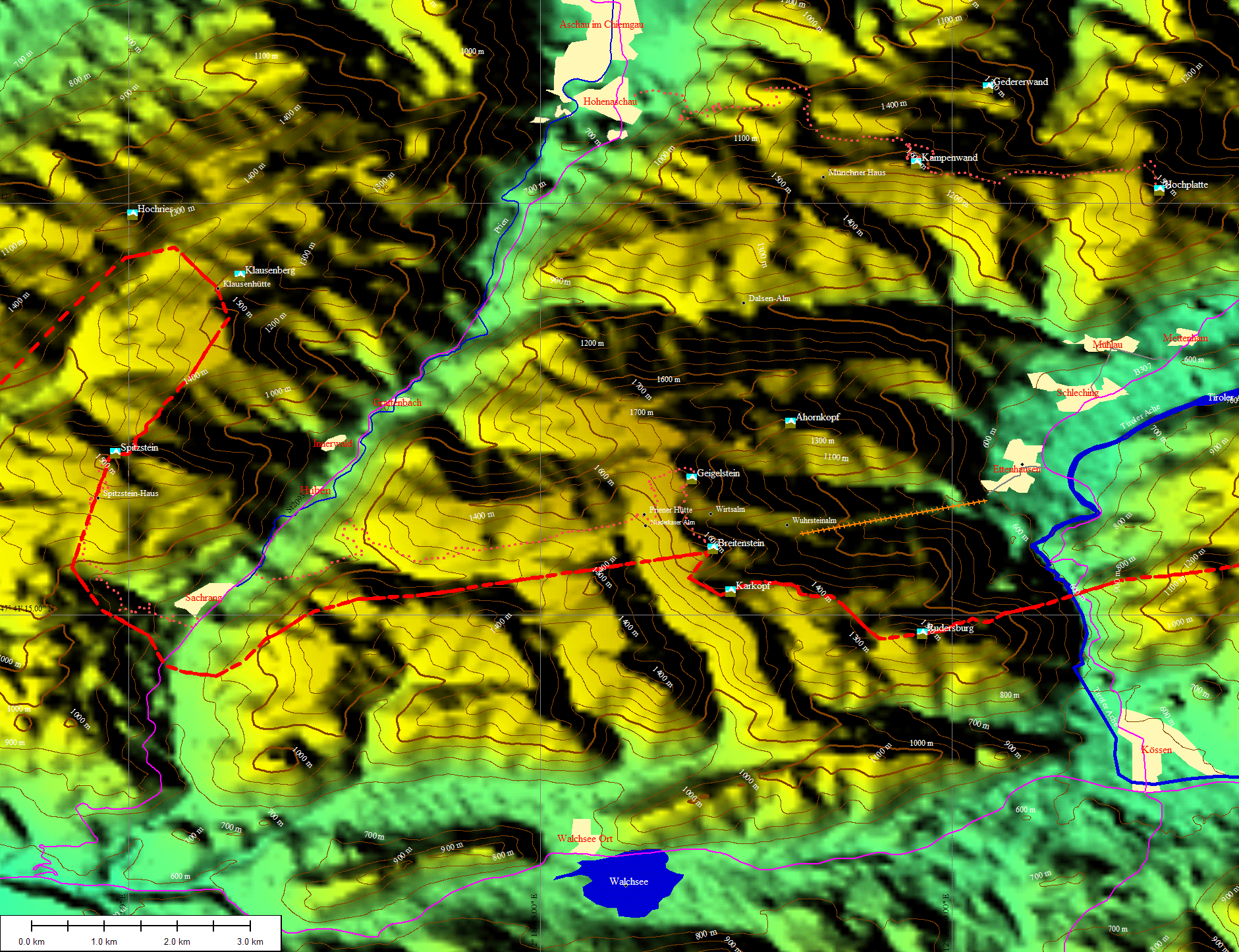
Kartenskizze der Routen

Auf den Geigelstein sind im Sommer Bergwanderer und im Winter die Skitourengeher und Schneeschuhwanderer unterwegs. Im Winter besteht an den Steilhängen teilweise erhöhte Lawinengefahr. Aus allen umliegenden Tälern führen überwiegend unschwierige Routen zum Gipfel:
- Der klassische Weg über die Westseite

Von Sachrang oder Huben über eine stetig in weiten Kehren ansteigende Forststraße, Abkürzungen sind möglich, in rund zwei Stunden bis zur Priener Hütte. Von dort führt ein ausgeschilderter Steig am Wandspitz vorbei in etwa einer Stunde zum Gipfel. Auf den letzten hundert Höhenmetern durch Latschen und über Felsen ist jedoch Trittsicherheit erforderlich. Diese Route ist auch für eine Skitour bzw. Schneeschuhtour gut geeignet. Als Variante kann man schon im unteren Teil von der Forststraße abzweigen und den markierten Weg über die Schreckalm, die Sulzingalm und die Oberkaseralm auf den Gipfel nehmen, dies ist abwechslungsreicher, aber nicht kürzer als der Normalweg über die Priener Hütte. Der Eigentümer dieses ganzjährig bewirtschafteten Hauses ist die Sektion Prien des Deutschen Alpenvereins. Es bietet Übernachtungsmöglichkeiten und einen Panoramablick auf den Wilden Kaiser.
- Der kürzeste Weg über die Ostseite

Früher nahmen die Bergwanderer die Geigelstein-Sesselbahn zu Hilfe, und ersparten sich damit 500 Höhenmeter. Die Talstation befindet sich in Ettenhausen bei Schleching, die Bergstation auf der 1100 Meter hohen Wuhrsteinalm. Von dort geht es über einen Almfahrweg empor zur Wirtsalm und auf steilem, schmalem Bergsteig in rund zwei Stunden hinauf zum Gipfel. Diese Sesselbahn ist seit 2014 außer Betrieb.
- Der Weg über die Nordostseite

Für diesen wenig begangenen und damit ruhigen Aufstieg startet man in Schleching. Von dort zieht sich ein landschaftlich schöner, aber teilweise steiler Steig durch ein kleines Hochtal zur Haidenholzalm auf 1345 m Höhe. Diese ist auch von Ettenhausen über eine Forststraße erreichbar. Von dort geht es am Weitlahnerkopf vorbei hinauf zur Roßalm, die mit 1681 Metern höchstgelegene Alm im Chiemgau. Zuletzt geht es südwärts durch Latschen am Roßalpenkopf vorbei zum Geigelsteingipfel. Marschzeit bergauf drei Stunden, einfache Wegstrecke 7,5 km. Dieser gegenüber den anderen Wegen anspruchsvollste Weg sollte nur von geübten Bergwanderern mit gutem Schuhwerk und Wanderstöcken begangen werden.
- Der Tiroler Weg über die Südseite:

Auch in Österreich kann eine Tour zum Geigelstein beginnen, beispielsweise in Walchsee. Von dort folgt man einem Schotterweg über die Baumgartenalm hinauf zur Priener Hütte, diese Strecke wird auch mit dem Mountainbike zurückgelegt. Anschließend auf steilem Bergsteig weiter auf den Gipfel, der nach insgesamt vier Stunden erreicht ist.

## Nachbargipfel
Auch die benachbarten Gipfel sind auf markierten Steigen zu erreichen, darunter sind der Breitenstein (1661 m), der Weitlahnerkopf (1615 m), der Wandberg (1454 m) und die Rudersburg (1430 m) die bekannteren mit Gipfelkreuzen und weitreichender Aussicht. Daneben gibt es noch eine Reihe weiterer, weniger besuchter Berge im Geigelsteingebiet. Dazu gehören der Roßalpenkopf (1764 m), das Mühlhörndl (1520 m), das Hochköpfl (1543 m), der Karkopf (1510 m) und die Sandspitz (1493 m).

## Naturschutzgebiet

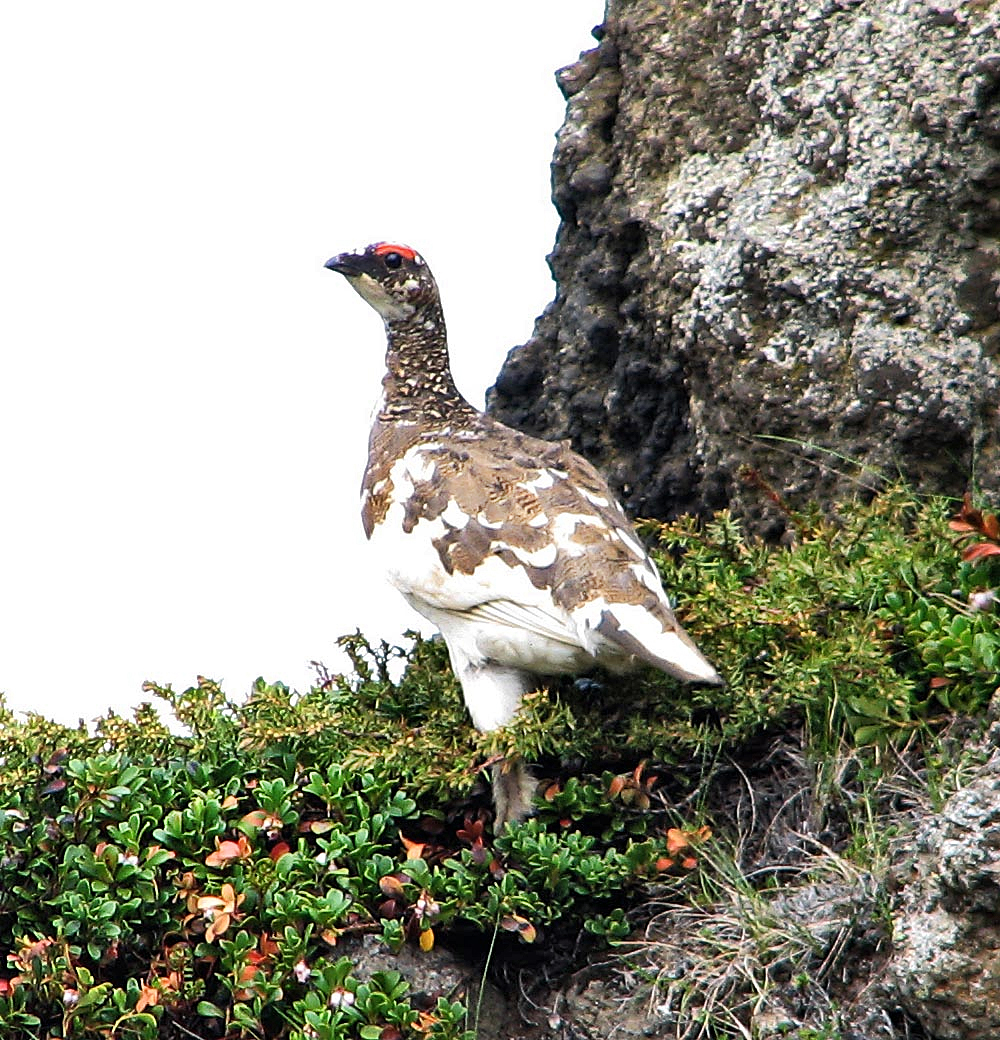
Alpenschneehuhn im Sommerkleid

1991 wurden große Flächen des Geigelstein als Naturschutzgebiet Geigelstein ausgewiesen. Das NSG Geigelstein hat eine Größe von 3135 Hektar und liegt zum Teil im Landkreis Rosenheim mit der Gemeinde Aschau sowie im Landkreis Traunstein mit der Gemeinde Schleching. Mit einem der größten Schutzgebiete auf bayerischem Boden wird primär die empfindliche und seltene Alpenvegetation in den Höhenlagen geschützt. Der Ausweisung war eine über 15-jährige harte Auseinandersetzung von Befürwortern und Gegnern vorausgegangen.
1975 gründete sich wegen einer geplanten Skischaukel und verschiedenen Bergbahn-Projekten auf den Gipfel sowie aus einem Schutzgedanken heraus die Bürgerinitiative „Rettet den Geigelstein“. Deren Ziel war es, das Gebiet des Berges unter Naturschutz zu stellen und damit auch einen Seilbahnbau zu verhindern.
Nach Erhebungen kommen am Geigelstein ca. 720 Farn- und Blütenpflanzenarten vor, wovon 111 als geschützte Arten (FFH-Arten) gelten. Teilweise wird der Geigelstein deshalb als „Blumenberg des Chiemgaus“ bezeichnet. Die für die Chiemgauer Alpen charakteristische, herkömmliche Almwirtschaft wurde im bisherigen Umfang auf Lichtweideflächen fortgesetzt und gefördert. Dies ist schon deshalb notwendig, um die Kulturlandschaft zu erhalten und die natürliche Sukzession mit Verbuschung der Flächen zu verhindern.
Freizeitsportarten wie Mountainbiken, Gleitschirmfliegen sowie Ski- und Schneeschuhtouren sind weiterhin möglich, jedoch stark eingeschränkt. Hier haben Fauna und Flora Vorrang, z. B. örtliche Betretungsverbote während der Brutzeiten.
Am Geigelstein leben Hasel-, Birk-, Auer- und Alpenschneehühner. Seit 2000 wurde ein Steinadler-Paar im Randbereich der Gemeinde Aschau, eines im Geigelsteingebiet und eines im Hochriesgebiet dokumentiert. Daneben brüten Wanderfalken in der Region um den Berg.